# Simpson megye (Mississippi)
Simpson megye az Amerikai Egyesült Államokban, azon belül Mississippi államban található. Megyeszékhelye Mendenhall, legnagyobb városa Magee. Lakosainak száma 25 949 fő (2020. április 1.). Simpson megye Rankin, Lawrence, Jefferson Davis, Covington, Smith, Hinds és Copiah megyékkel határos.

## Népesség
A megye népességének változása:
| Lakosok száma | 27 501 | 27 338 | 27 345 | 27 500 | 27 222 | 25 949 |
|               | 2010   | 2011   | 2012   | 2013   | 2015   | 2020   |